# Musophagidae
Musophagidae (Turaci, Turakos), este o familie de păsări din ordinul Musophagiformes care cuprind ca. 20 de specii răspândite în pădurile tropicale din Africa la sud de Sahara. Degetele acestor păsări sunt semizigodactile, cu alte cuvinte degetul exterior este reversibil putând fi îndreptat și înainte și înapoi. Cele două degete anterioare sunt unite la bază pintr-o pieliță. Pe cap păsările au de regulă o creastă formată din pene moi fine, care după specie poate fi mai mult sau mai puțin dezvoltată. Ciocul lor este asemănător galinaceelor, mandibula superioară fiind însă la capăt fin zimțată. Păsările au o talie mijlocie de la mărimea unui porumbel până la mărimea unui fazan. Ele duc o viață arboricolă, dar zboară puțin. Glasul lor seamănă cu râsul omului, lătratul câinelui sau mieunatul pisicii. Turacii sunt omnivori preferă însă bananele. Puii lor sunt nidicoli, având la articulația carpiană o unghie care însă se atrofiază. In dezvoltarea embrionară a păsării au unele caractere anatomice asemănătoare cu galinaceeele primitive (Opistoconiformes). Câteva specii au un penaj colorat roșu din cauza turacinei un colorant roșu cu reacție alcalină, care conține cupru și este solubilă în apă.